# Sông Ea Rbol
Sông Ea Rbol (tên khác: Sông Ea Rơ Ban, Sông Ea R'Bol) là một phụ lưu bờ phải của sông Ba. Sông Ea Rbol chảy qua các tỉnh Đắk Lắk và tỉnh Gia Lai, Việt Nam .
Sông có chiều dài 42 km và diện tích lưu vực là 224 km² .

## Dòng chảy
Ea Rbol khởi nguồn từ các suối ở xã Ea Hiao và Dliê Yang huyện Ea H'leo tỉnh Đắk Lắk, chảy uốn lượn theo hướng bắc.
Ea Rbol đổ vào sông Ba ở rìa phía nam thị xã Ayun Pa .

## Chỉ dẫn
1. ↑  Trong tiếng các dân tộc thuộc nhóm ngôn ngữ Môn-Khmer ở Tây Nguyên và trong tiếng Việt cổ (trước thế kỷ 16, xem Chữ Nôm) thì đăk đã có nghĩa là nước, sông, suối, còn krông nghĩa là sông. Trong tiếng một số dân tộc Tây Nguyên khác thì ea/ia có nghĩa là nước, sông, suối.